# Myodocarpus nervatus
Myodocarpus nervatus är en tvåhjärtbladig växtart som beskrevs av Porter Prescott Lowry. Myodocarpus nervatus ingår i släktet Myodocarpus och familjen Myodocarpaceae. Inga underarter finns listade.